# Jacinda Ardern
Jacinda Kate Laurell Ardern (/dʒəˈsɪndə ˈɑrdɜːrn/, pronunție în Noua Zeelandă /dʒəˈsəndə ˈɑːˈdɜːn/; n. 26 iulie 1980, Hamilton⁠(d), Noua Zeelandă) este o politiciană neo-zeelandeză care a deținut funcția de al 40-lea prim-ministru al Noii Zeelande și lider al Partidului Laburist din 2017. Ea este membru al parlamentului (MP) pentru Mount Albert din martie 2017, fiind aleasă în camera reprezentanților ca MP din 2008.
Născută în Hamilton, Ardern a crescut în Morrinsville și Murupara, unde a învățat la o școală de stat. După ce a absolvit de la Universitatea din Waikato în 2001, a lucrat ca cercetător în cabinetul primului-ministru Helen Clark. Ulterior a lucrat în Londra, în cancelaria primului ministru, și a fost aleasă președinte al Uniunii Internaționale a Tineretului Socialist. Ardern fost aleasă ca deputat la alegerile generale din 2008, când partidul laburist a pierdut puterea după nouă ani. Mai târziu a fost aleasă ca reprezentant al electoratului Mount Albert la alegerile speciale din februarie 2017.
Ardern a fost aleasă în unanimitate ca lider adjunct al Partidului Laburist pe 1 martie 2017, în urma demisiei lui Annette King. La doar cinci luni mai târziu, în apropierea alegerilor, liderul laburist Andrew Little a demisionat după un sondaj de opinie cu rezultate foarte slabe pentru partid, iar Ardern a fost aleasă fără opoziție ca lider în locul lui. Astfel, partidul a câștigat 14 locuri la alegerile generale din 23 septembrie 2017, obținând un scor de 46 de locuri față de cele 56 ale Partidul Național. După o perioadă de negocieri, partidul New Zealand First a ales să facă parte dintr-un guvern de coaliție minoritar cu Partidul Laburist, susținut de Partidul Verde, cu Ardern în calitate de prim-ministru. A fost învestită în funcție de către Guvernatorul General pe 26 octombrie 2017. A devenit astfel cea mai tânără femeie șef de guvern, la vârsta de 37 de ani. Mai târziu, pe 21 iunie 2018, a devenit al doilea șef de guvern ales care a născut în timpul mandatului (după Benazir Bhutto), când a născut o fetiță.
Ardern se descrie ca social-democrată și progresistă. Guvernul de alianță Laburist–NZ First s-a concentrat în special pe aspecte precum criza de locuințe, sărăcie și inegalitate socială. În martie 2019, a condus țara în urma atacurilor armate din Christchurch, promovând rapid legi stricte pentru arme.
În 2023 a demisionat.